# WTA Challenger Barranquilla
Das WTA Challenger Barranquilla (offiziell: Barranquilla Open) ist ein Tennisturnier der WTA Challenger Series, das seit 2023 in der kolumbianischen Stadt Barranquilla ausgetragen wird.

## Siegerliste

### Einzel
| Jahr | Siegerin        | Finalgegnerin         | Ergebnis      |
| ---- | --------------- | --------------------- | ------------- |
| 2023 | Tatjana Maria   | Fiona Ferro           | 6:1, 6:2      |
| 2024 | Nadia Podoroska | Anastassija Soboljewa | 6:1, 1:6, 6:1 |

### Doppel
| Jahr | Siegerinnen                                    | Finalgegnerinnen                            | Ergebnis          |
| ---- | ---------------------------------------------- | ------------------------------------------- | ----------------- |
| 2023 | Valentini Grammatikopoulou Despina Papamichail | Yuliana Lizarazo María Paulina Pérez García | 7:62, 7:5         |
| 2024 | Jessica Failla Hiroko Kuwata                   | Quinn Gleason Ingrid Gamarra Martins        | 4:6, 7:62, [10:7] |